# Place Françoise-Dorin
La place Françoise-Dorin est une voie du 17e arrondissement de Paris

## Situation et accès
La place Françoise-Dorin se situe entre la rue Mère-Teresa et la rue Mstislav-Rostropovitch. Elle donne accès à l'allée Yvette-Guilbert. C'est une place du nouveau quartier Clichy-Batignolles, près du square des Batignolles et du parc Martin Luther-King. Depuis le 14 décembre 2020, elle est desservie par la station Pont-Cardinet de la ligne de métro 14.

## Origine du nom

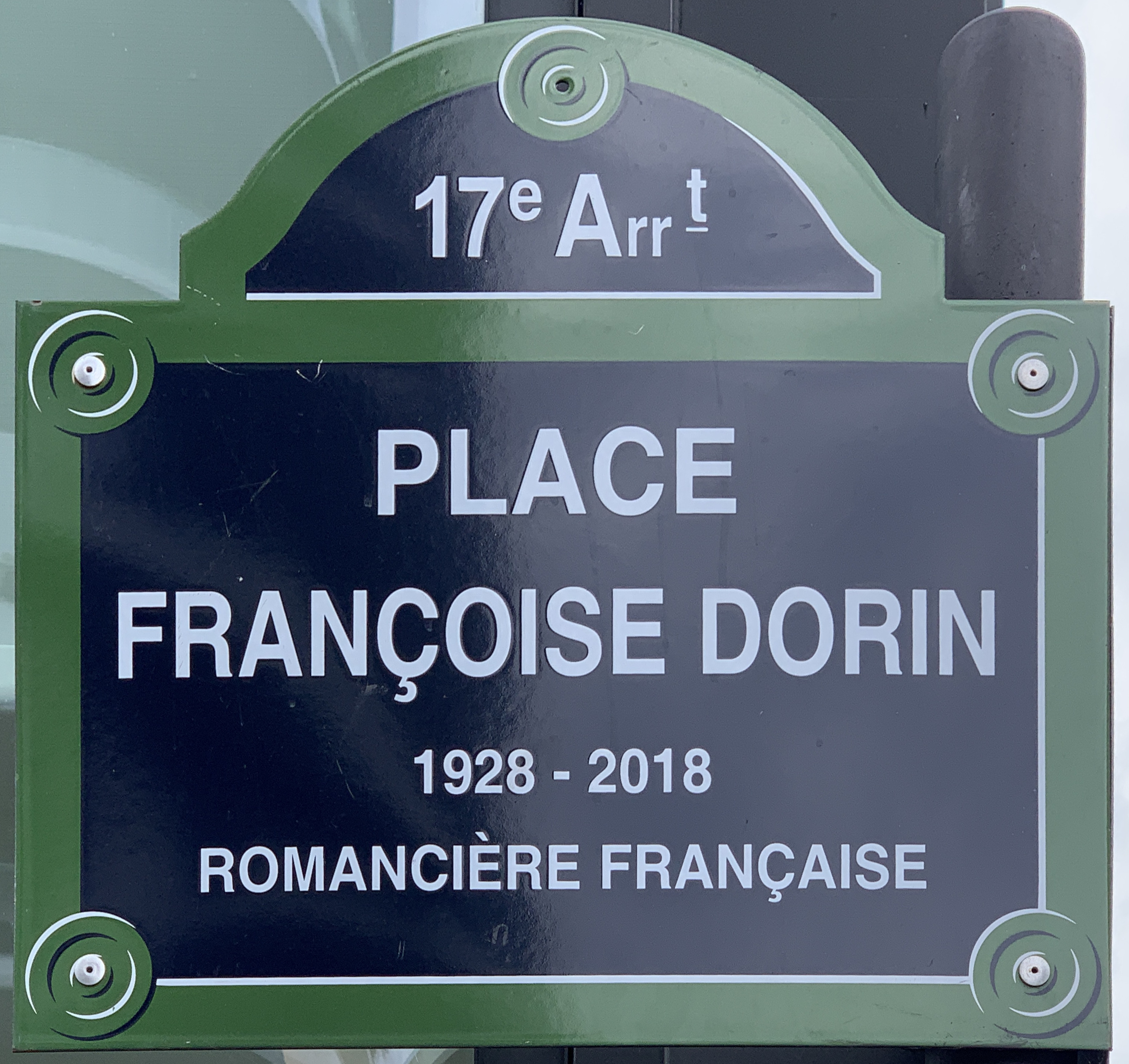
Plaque de la place.

Elle est nommée en la mémoire de la comédienne, écrivaine et auteure de chansons Françoise Dorin (1928-2018).

## Historique
La place a été créée et a pris sa dénomination actuelle en février 2018.